# 중요타인

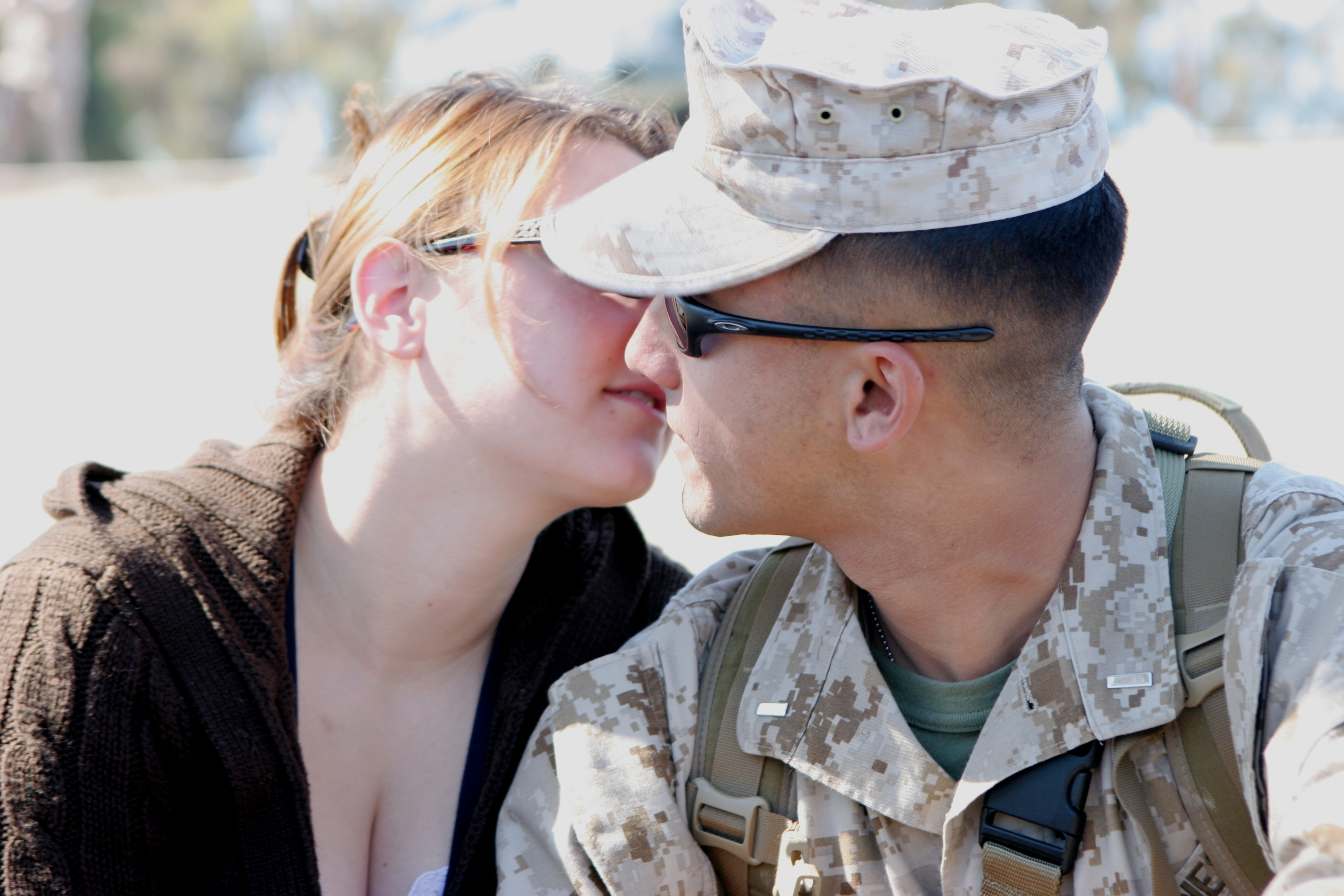
아프가니스탄으로 가기 전 미 해병이 자신의 "중대한 다른 사람"으로 묘사된 여성에게 키스하고 있다.

중요타인(重要他人, 영어: significant other, SO)은 성 차별이 없는 정치적으로 올바른 용어이며, 성적 지향이나 지위에 대해 추측하거나 들추어내는 것 없이 한 사람의 친밀 관계에 있는 동반자를 일컫는 말이다.

## 같이 보기
- 남자 친구
- 여자 친구
- 결혼
- 약혼